# ودووی (آلاباما)
ودووی (به انگلیسی: Wedowee) شهرکی در شهرستان راندولف ایالت آلاباما است که مساحت آن ۹٫۱۳ کیلومترمربع است و در سرشماری سال ۲۰۱۰ میلادی، ۸۲۳ نفر جمعیت داشته و تراکم جمعیتی آن، ۹۰٫۱۴ نفر در کیلومترمربع بوده است.

## نگارخانه

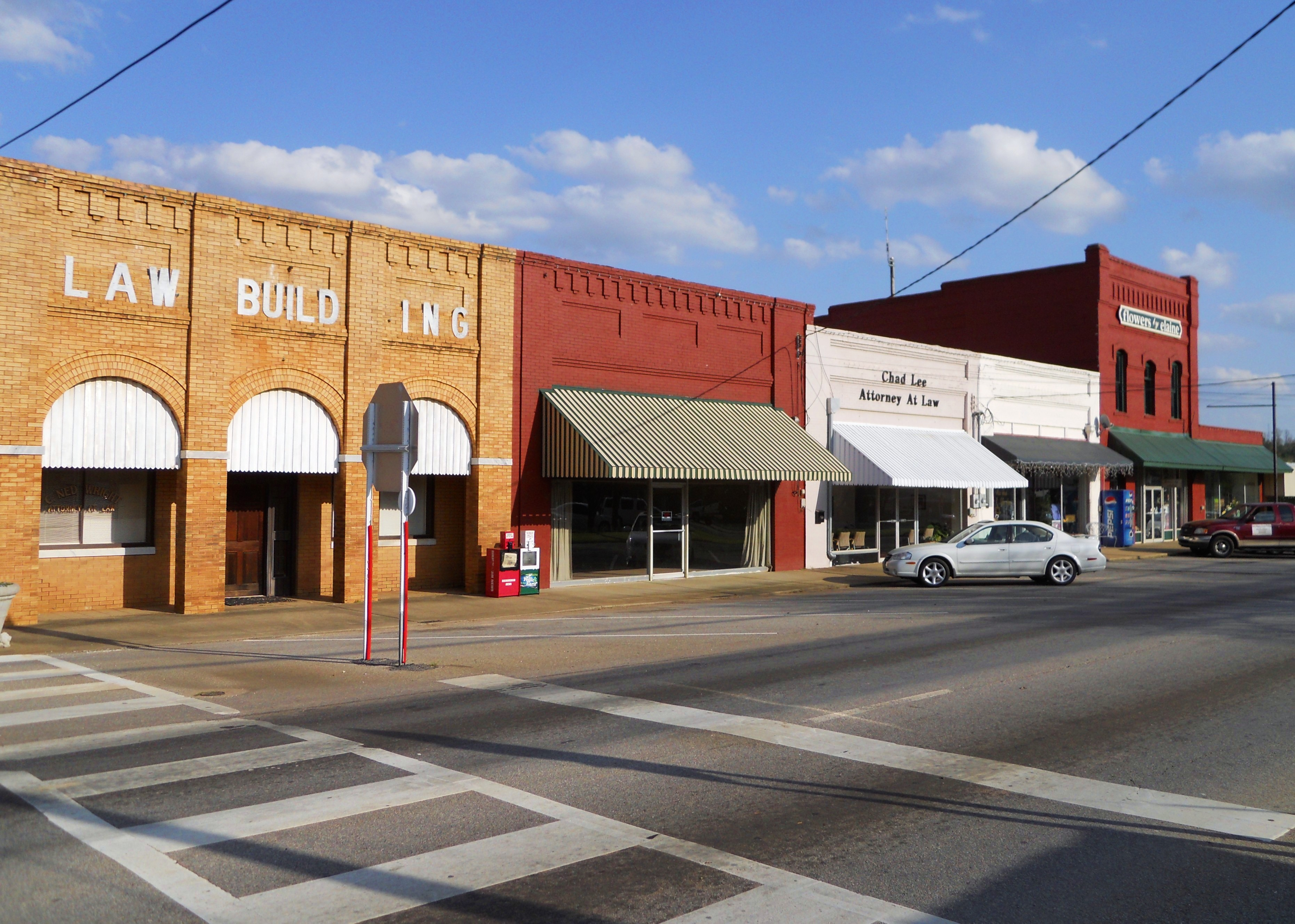
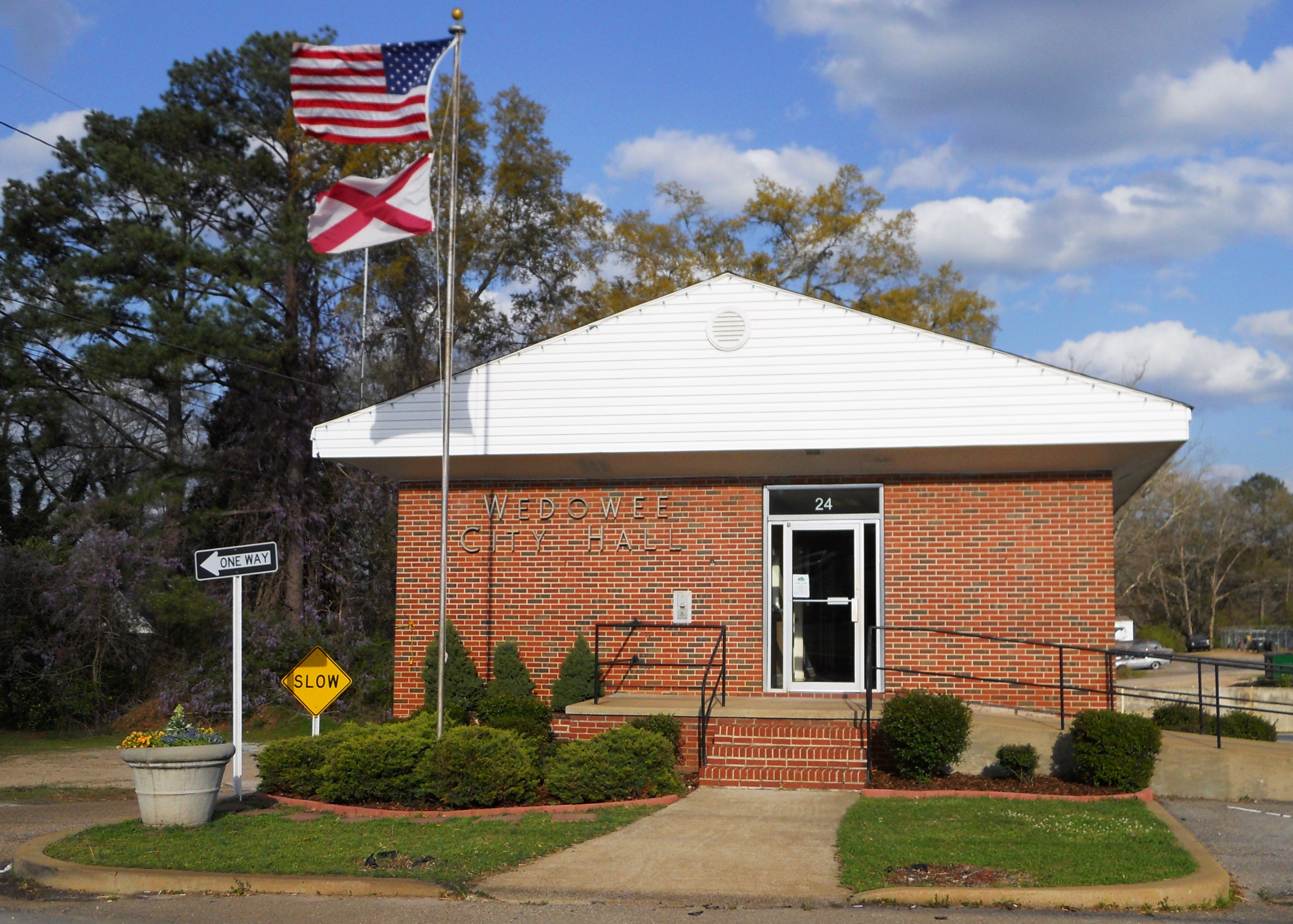
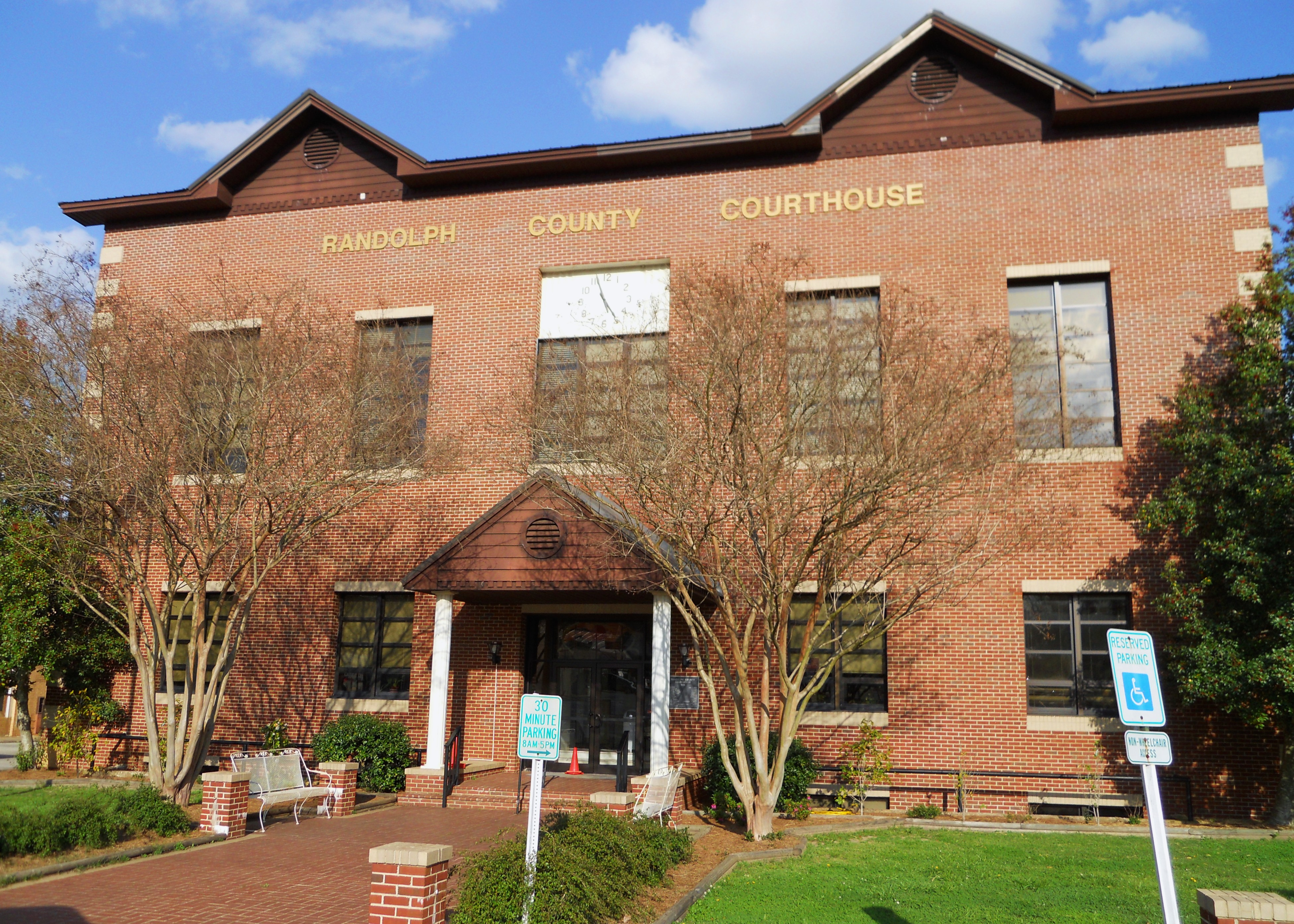
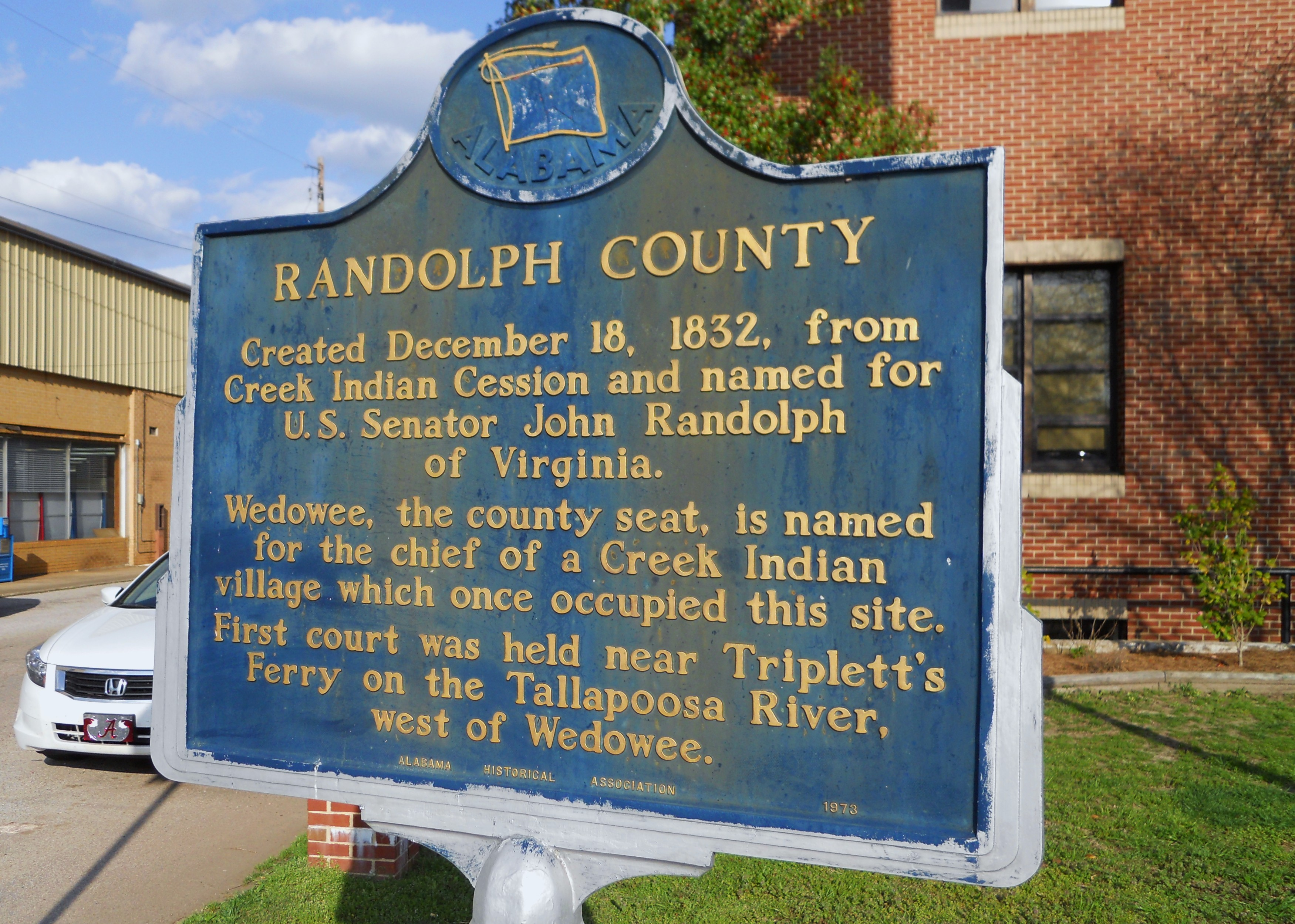
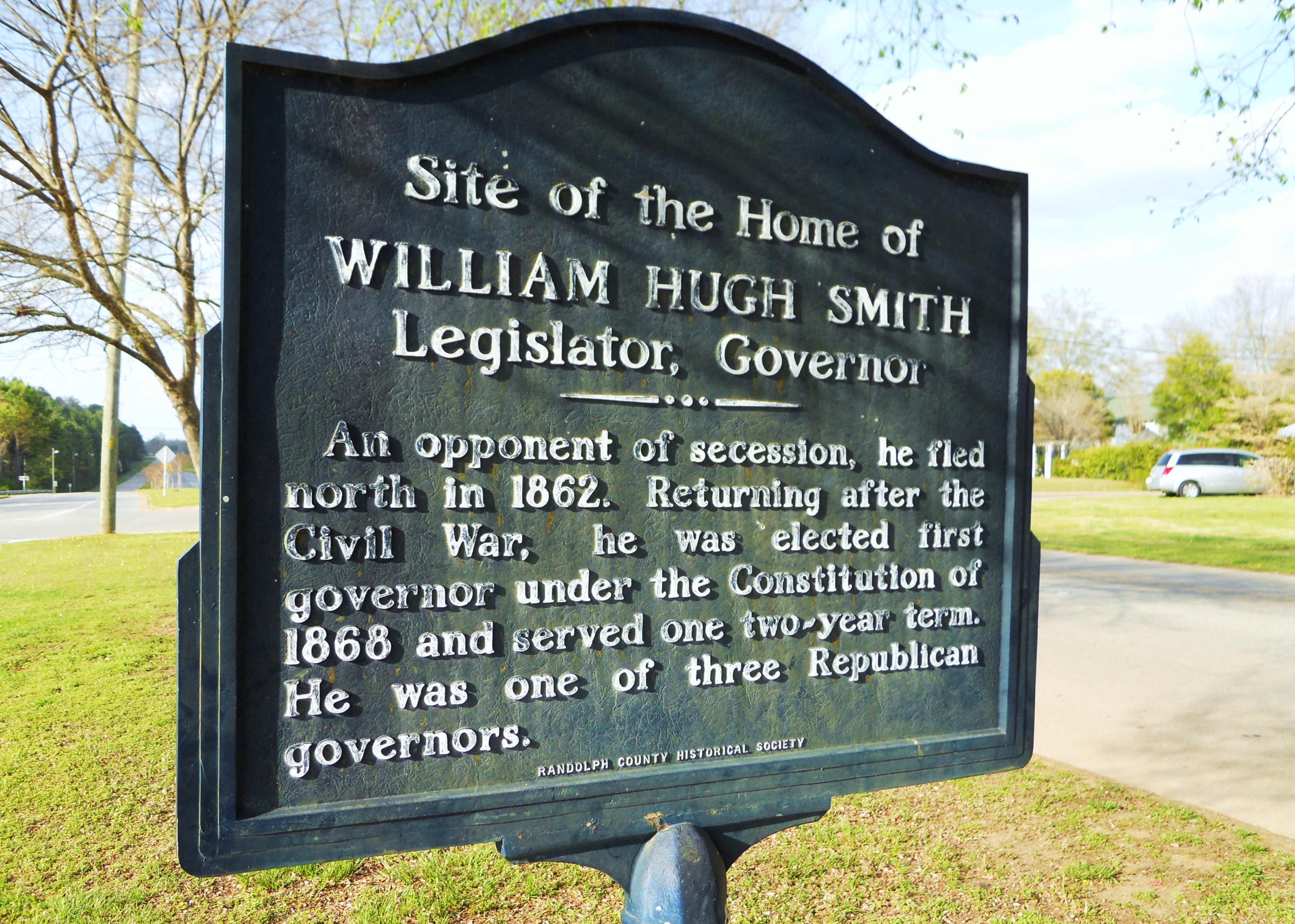